# Maria Amália Borges de Medeiros
Maria Amália Borges de Medeiros (ou Maria Amália Borges Medeiros Gutiérrez, ou ainda Maria Amália Harberts Borges de Medeiros) (Lisboa, 14 de Fevereiro de 1919-1971) é uma das mais importantes pedagogas portuguesas e pedagogista, sendo uma das mais destacadas impulsionadoras e divulgadoras da pedagogia Freinet em Portugal . Maria Amália foi a primeira mulher a formar-se em pedagogia em Portugal. 

## Vida profissional

### Educação
Maria Amália recebeu uma educação que se ajustava às exigências da classe média e alta do seu tempo, realizando os seus estudos primários e secundários com professores particulares. Esta sua experiência pessoal em criança e adolescente foi provavelmente a motivação central para o seu destino académico e profissional. 
Maria Amália explica já no fim da sua vida que: "Porque tive uma infância e uma adolescência que considero pouco felizes, interessei-me desde cedo pelos problemas da educação. A pedagogia teve imediatamente um significado, porque respondia a problemas que eram meus" .
Em 1942/1943 licenciou-se na Faculdade de Letras de Lisboa, onde foi aluna de Faria de Vasconcelos e três anos mais tarde (1946) obteve o diploma de ensino especial para crianças deficientes do Instituto Aurélio da Costa Ferreira, vindo a trabalhar como psicóloga em clínicas de pedopsiquiatria e na orientação pedagógica de estabelecimentos de ensino para crianças deficientes ou com perturbações de desenvolvimento.
Já nessa altura, Maria Amália manifestava uma grande preocupação social e considerava que o problema da cultura "poderia ser integralmente resolvido somente quando os problemas de subsistência fossem reduzidos a um mínimo''.
Assim que acaba a sua licenciatura em 1943, desempenha funções docentes em diferentes instituições educativas no país. Durante esse período, continua a desempenhar uma actividade política intensa, chegando a formar parte do Conselho de Mulheres do Movimento de Unidade Democrática, vendo-se até obrigada a interromper as suas actividades profissionais por motivos políticos. Esteve detida entre 4 de Maio e 18 de Junho 1949 pela polícia política do regime de Salazar, no forte de Caxias, tendo sido proibida de ensinar ou dirigir qualquer colégio.

### Carreira pedagógica: as técnicas de Freinet e a escola activa
A partir de 1954 iniciou a sua colaboração com o prestigiado democrata, psiquiatra e psicanalista João dos Santos. Foi com ele e com Margarida Mendo e outros que colaborou na secção de Higiene Mental do Centro de Assistência Materno Infantil (Centro Sofia Abecassis) e  que organizou os dois primeiros centros psicopedagógicos em Portugal (um na Voz do Operário, outro no Colégio Moderno). 
E nesse ano fundou com o referido João dos Santos e Rosa Benfeitor o Colégio Eduardo Claparède (ensino especial) onde em 1955 criaram o Centro de Recuperação Visual e as primeiras classes de ambliopes em que foram também colaboradoras Cecília Menano, Maria Luísa Torres Pires e Isabel Pereira.
Foi um dos membros fundadores da Liga Portuguesa dos Deficientes Motores e trabalhou como psicóloga nesta instituição e no Centro de Paralisia Cerebral. Em colaboração com João dos Santos e Henrique Moutinho, fundou, em 1955, o Centro Infantil Helen Keller, de cuja escola foi directora durante cerca de oito anos. Foi também professora de psicologia da criança no curso de jardineiras de infância da Associação dos Jardins Escolas João de Deus.
Através de Maria Isabel Pereira, Maria Amália descobre em 1958 as técnicas de Célestin Freinet, que por iniciativa do Estado Novo tinham permanecido deliberadamente apagadas. Segundo Pedro Francisco González  o regime de Salazar foi uma das grandes forças contrárias à disseminação de ideias pedagógicas inovadoras, tais como as referidas técnicas. O trabalho de Maria Amália na década de 50, constitui pois uma das mais significativas contribuições na área da educação em Portugal, tendo conseguido sempre escapar às limitações e condições do regime.
"Frustrada por uma educação autoritária contra a qual me rebelei desde que eu própria tenho consciência; deslumbrada com os princípios da educação nova, que descobri ao sair da adolescência, tentei sempre, a través da minha acção profissional partir do aluno, proporcionando-lhe actividades à sua medida e transformar a escola naquele meio ideal de trabalho interessante e fecundo. ... Foi o contacto com Célestin Freinet, a teoria do "tâtonnement experimmental", o conceito de trabalho-jogo, o método natural de aprendizagem e, sobretudo, a técnica do texto livre, que verdadeiramente me fizeram compreender, e viver, como partindo da criança, confiando nele, deixando-o exprimir-se, realizar-se, criar, se podiam alcançar os objectivos fundamentais de uma escola..." 
Maria Amália acreditava que havia quatro factores necessários para a implementação pratica da pedagogia de Freinet:
- 1) uma nova atitude por parte do educador,
- 2) novo material que correspondesse às novas condições de trabalho,
- 3) o problema das relações da escola com o meio, e
- 4) uma nova organização escolar, baseada no trabalho cooperativo entre alunos e professores.

A experiência no Centro Infantil Helen Keller constitui o reflexo do esforço de Maria Amália para concretizar estes factores.
Em suas próprias palavras, a pedagoga explica que: "O que me parece importante que seja entendido, é que a escola activa, a escola viva, parte de uma total revolução da orientação pedagógica. Não é com remodelações de programas mais ou menos bem estruturadas, nem com a introdução de novas disciplinas ou técnicas audiovisuais ou de concretização dos conhecimentos que esse objectivo de consegue."

#### A "escolinha"

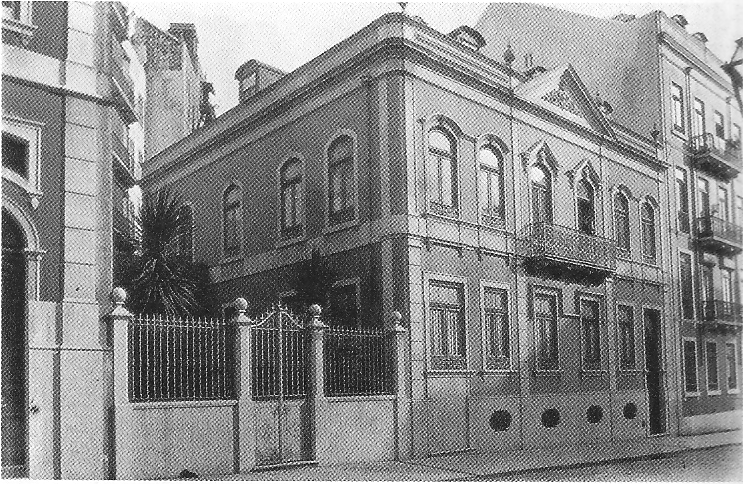
Casa Maria

No ano lectivo 1961/1962, Maria Amália instala no sótão da sua casa (uma vivenda na rua Maria, aos Anjos, em Lisboa) uma pequena escola primária com um número reduzido de alunos, destinada a alunos sem deficiências visuais. O projecto tinha como objectivo criar um colégio particular ao que daria o nome de Irene Lisboa. Por razões politicas nunca viria a conseguir autorização para tal. Mesmo assim, a escolinha pôde continuar a funcionar, pois estavam legalmente dispensados da autorização escolas para os grupos com menos de quinze alunos.
Efectivamente, esta escolinha foi a primeira escola Freinet em Portugal. Aqui tinham lugar reuniões de educadores e professores adeptos e empenhados na luta por uma escola activa. Aqui se fazia formação e se reflectia sobre as metodologias e práticas inovadoras no ensino.
Sob a orientação de Maria Amália, as técnicas de Freinet e a filosofia que as sustentam, tiveram plena aplicação não só na escolinha, como também no Centro Infantil Helen Keller. Esta postura manteve-se mesmo depois da partida de Maria Amália para o Canadá em 1964 por razões politicas.

#### Centro Infantil Helen Keller
Maria Amália foi também uma referência para a fundadora do Jardim Infantil Pestalozzi. Juntamente com o Centro Infantil Helen Keller, estas escolas fizeram parte do primeiro núcleo de escolas Freinet. Testemunho desta ligação e partilha é a correspondência escolar entre as crianças das duas escolas.
Maria Amália Borges defendeu sempre uma pedagogia activa. Segundo ela o aluno só aprendia  “(...) fazendo, tacteando, explorando, agindo, construindo e descobrindo o mundo que o cerca e novas formas de expressão e acção.” Em colaboração com João dos Santos e Henrique Moutinho, fundou, em 1955, o Centro Infantil Helen Keller, de cuja escola foi directora durante cerca de oito anos. Aí se iniciou uma experiência genuinamente original de ensino integrado de crianças cegas, amblíopes e de visão normal, orientando-se as práticas educativas pelas técnicas Freinet, de que Maria Amália foi porventura a introdutora em Portugal.

### Maria Amália no Canadá
Em 1963 parte para o Canadá, recomendada pelo próprio Freinet, onde lhe ofereceram óptimas condições, permitindo-lhe a ela e ao marido escapar à perseguição do regime em Portugal. Aqui, foi professora de pedagogia na Faculdade de Ciências de Educação da Universidade de Montreal. Foi também membro fundador da “Association Québécoise pour L'Éducation Active” e conselheira técnica e titular da redacção de uma revista psicopedagógica, tendo participado activamente no movimento de renovação pedagógica que se processou na província do Québec nos anos 60. A função docente colocou-a perante um novo desafio: a educação de adultos (professores ou futuros professores do ensino técnico). Durante vários anos esteve impedida de entrar em Portugal. Só lhe foi permitida a entrada depois de se ter naturalizado canadiana.
A preparar o doutoramento em França deslocava-se com frequência à Europa e sempre que possível a Portugal. Em Abril de 1968 fez duas conferências no Centro de Investigação Pedagógica da Fundação Calouste Gulbenkian que foram publicadas com o título "O papel e a formação dos professores". Em 1971, regressa a Portugal já doente e morre de cancro da mama neste mesmo ano. A sua tese de doutoramento, que não chegara a terminar antes de sua morte prematura, foi completada e publicada (em 1975) post-mortem por uma aluna sua.

### Maria Amália e o "Movimento da Escola Moderna"
O trabalho implementado por Maria Amália é considerado como precursor daquilo a que hoje se chama o Movimento da Escola Moderna que cresceu com Sérgio Niza, Rosalinda Gomes de Almeida e Maria Isabel Vieira Pereira, entre outros.

### Reconhecimento da sua obra
Em 1993 é aberto o Centro de Formaçāo Maria Borges de Medeiros que opera na Escola Secundária José Gomes Ferreira em Benfica, Lisboa.
Em 1997, Rogério Fernandes apresenta o seu trabalho "Movimentos de inovação pedagógica no Portugal contemporâneo : "Maria Amália Borges e a integração educativa em meados do século" durante o XIX Congresso da Escola Moderna realizado em Lisboa de 16 a 19 de Julho de 1997.

## Vida pessoal
Maria Amália nasceu a 14 de Fevereiro 1919 em Lisboa. Foi casada com José Domingues Medeiros Gutiérrez, professor de filosofia, com quem teve duas filhas, Luiza Borges Medeiros (1944-) e Margarida Borges Medeiros (1952- ) e três netos, nascidos depois de sua morte em 1971. 
Maria Amália muda-se com a família para o Québec, Canadá, em 1964 por motivos políticos. O seu marido, que em Portugal era professor de filosofia, fica desempregado durante algum tempo. O primeiro emprego que consegue é na CBC como tradutor de Inglês para Português para emissões de rádio difundidas no Brasil. Mais tarde consegue colocação no Colégio que hoje se chama Collège Ahuntsic na rua Bois de Boulogne em Montreal, onde também trabalhava Maria Amália.
Maria Amália faleceu aos 52 anos de cancro da mama em Lisboa.
Após a morte de Maria Amália, José Domingues Medeiros Gutiérrez casa com Maria de Lourdes Fonseca Pereira em Montreal e falece no dia 5 de Outubro de 1979 no Hospital Sacré Coeur de Montreal, vítima de um enfarte. 
Embora não tenham crescido sob sua influencia, os netos de Maria Amália seguem também eles carreiras no ramo académico e/ou pedagógico. Filipe Medeiros Rosas (filho de Luiza Borges Medeiros e seu ex-marido Fernando Rosas) é professor de Geologia na Faculdade de Ciências da Universidade de Lisboa , Sofia Medeiros Rosas (também ela filha de Luiza Borges Medeiros e Fernando Rosas), é professora de ensino básico no Colégio da Torre em Lisboa, e Anna Pepe Barros (filha de Margarida Borges Medeiros e seu ex-marido Joaquim Pereira de Barros), é Professora assistente de Antropologia Física na University College London em Londres, Inglaterra) .

## Publicações
- Maria Amália Borges de Medeiros (1975) As três faces da pedagogia, Livros Horizonte.
- Maria Amália Borges de Medeiros (1970) O papel e a formação dos professores, Centro de Investigação Pedagógica da Fundação Gulbenkian.